# Hetaerina americana
Hetaerina americana là loài chuồn chuồn trong họ Calopterygidae. Loài này được Fabricius mô tả khoa học đầu tiên năm 1798.

## Hình ảnh

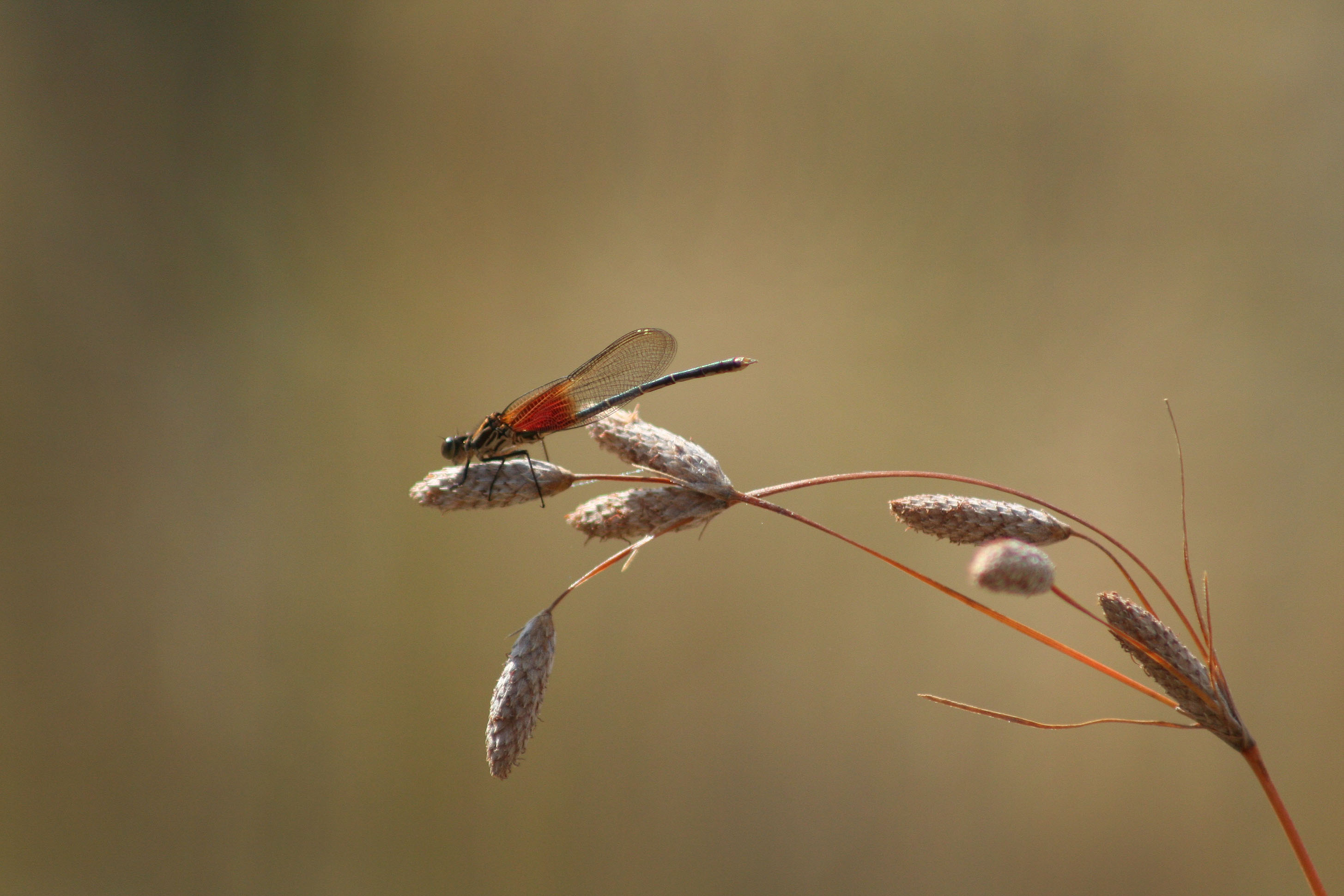
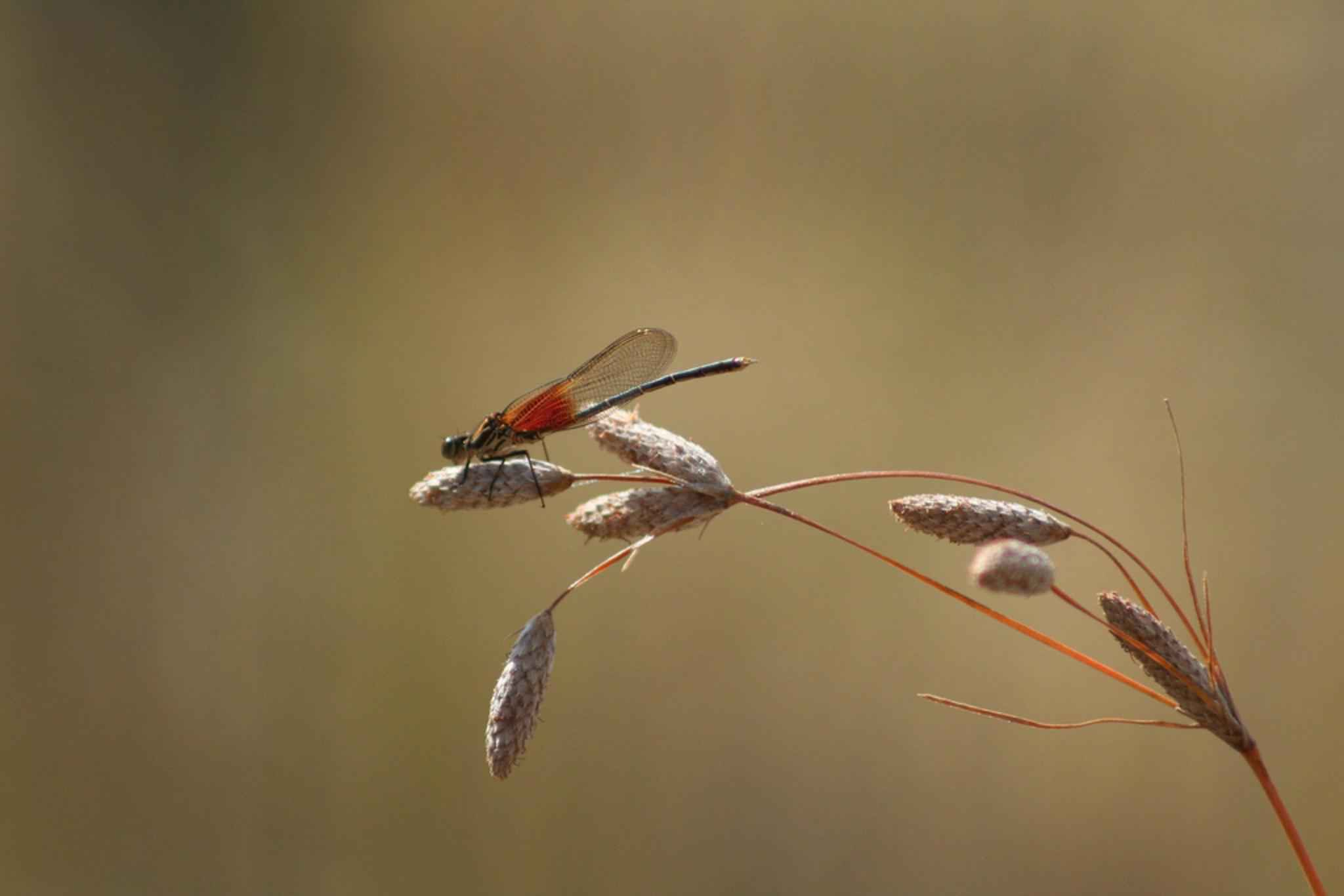
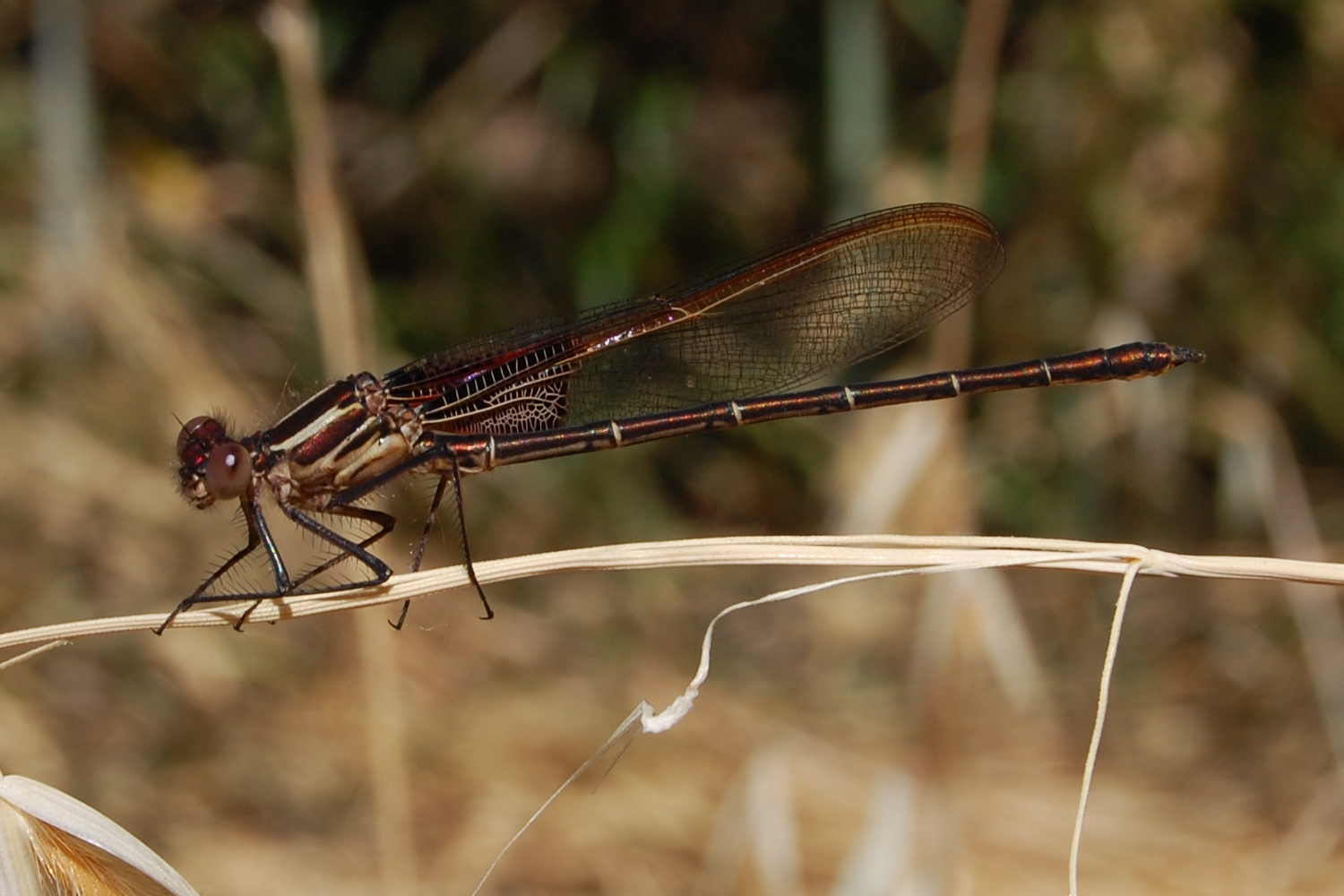
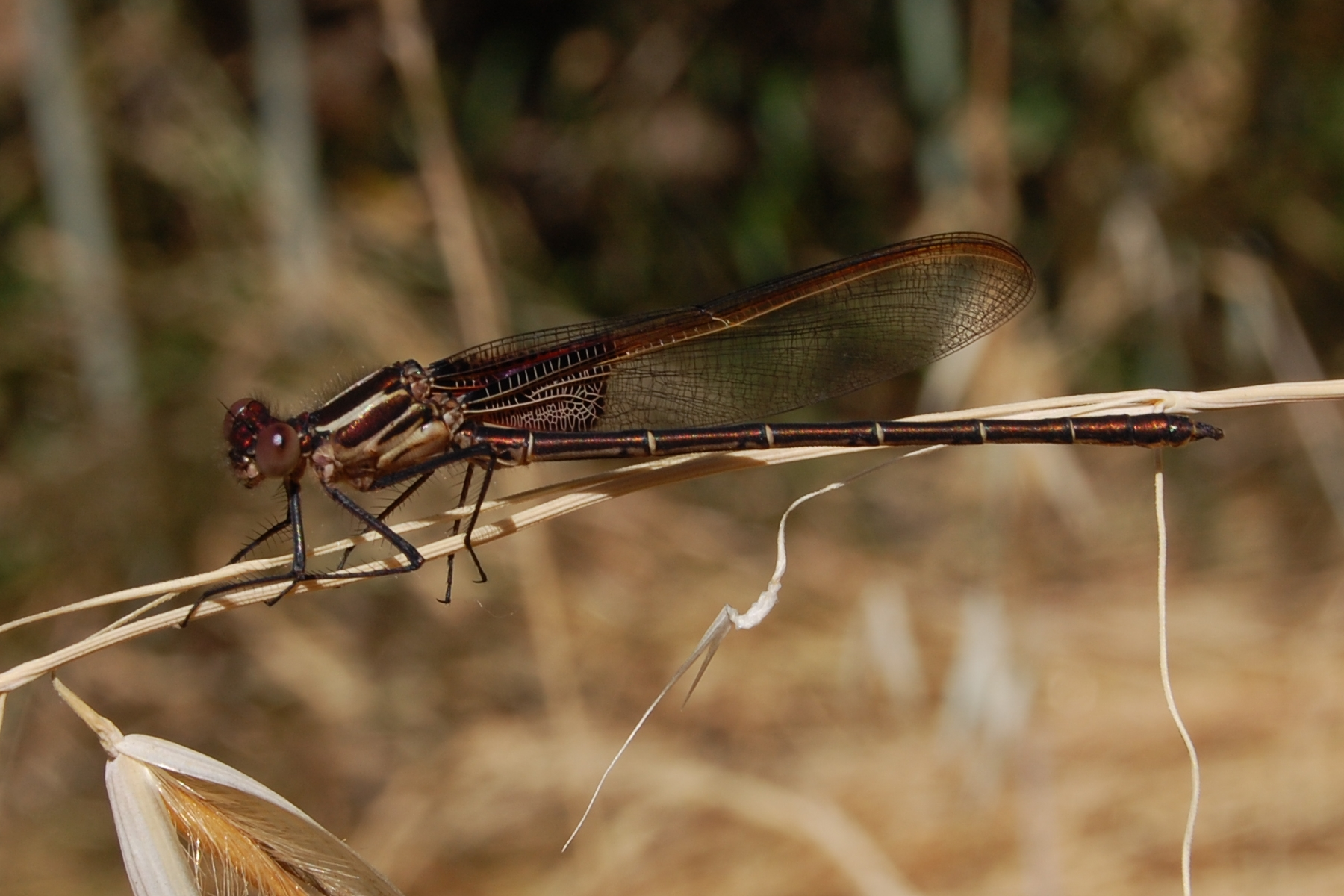